# Oresi Cup 2012
Oresi Cup 2012 byl 13. ročník letního fotbalového turnaje, který se konal v obci Tis v okrese Havlíčkův Brod. Vítězství z roku 2011 obhajoval celek FK Spartak MAS Sezimovo Ústí, který ovšem po sloučení s FK Tábor zanikl. V turnaji jej nahradil jeho nástupce FC MAS Táborsko.

## Účastníci
- FK Bohemians Praha
- FC Graffin Vlašim
- FC MAS Táborsko

## Zápasy
| 1. července 2012        | FK Bohemians Praha                              | 3 - 1 | FC MAS Táborsko | Tis |  |
|                         | Pavel Grznár 50' Peter Očovan 55' Jiří Böhm 55' |       | --' Jan Stoszek |     |  |
| Poznámky: Info o zápase |                                                 |       |                 |     |  |

| 1. července 2012        | FK Bohemians Praha | 0 - 0 | FC Graffin Vlašim | Tis |  |
|                         |                    |       |                   |     |  |
| Poznámky: Info o zápase |                    |       |                   |     |  |

| 1. července 2012        | FC MAS Táborsko  | 1 - 1 | FC Graffin Vlašim | Tis |  |
|                         | Jiří Smetana --' |       | --' Dušek         |     |  |
| Poznámky: Info o zápase |                  |       |                   |     |  |

## Celkové pořadí
1. FK Bohemians Praha
2. FC Graffin Vlašim
3. FC MAS Táborsko